# William P. Hobby Jr.

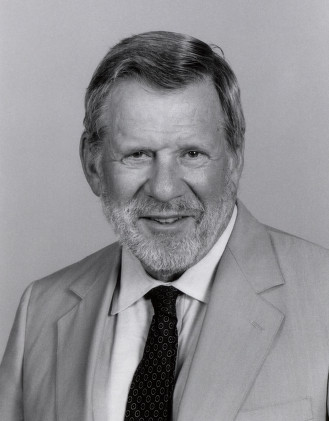
William Pettus Hobby, Jr.

William "Bill" Pettus Hobby, Jr., född 19 januari 1932 i Houston, är en amerikansk demokratisk politiker. Han var den 37:e viceguvernören i Texas 1973–1991.
Hobby växte upp i en politisk familj i Texas. Fadern William P. Hobby var guvernör i Texas 1917–1921 och modern Oveta Culp Hobby USA:s hälso- och utbildningsminister 1953–1955. William P. Hobby, Jr. studerade vid Rice University i Houston och tjänstgjorde i fyra år i USA:s flotta.
Hobby var den långvarigaste viceguvernören i Texas historia. Hans första mandatperiod var tvåårig och han omvaldes sedan fyra gånger för en fyraårig mandatperiod var. Sammanlagt blev det 18 år i Texas näst högsta ämbete för Hobby. Guvernörsämbetet innehades under den tiden av Dolph Briscoe, Bill Clements och Mark White.